# CiNii
CiNii is een bibliografische databankdienst voor materiaal in Japanse academische bibliotheken, met name gericht op Japanse werken en Engelse werken gepubliceerd in Japan. De database is opgericht in april 2005 en wordt onderhouden door het Japanse National Institute of Informatics (NII). De dienst zoekt vanuit de databanken die door het NII zelf worden onderhouden (respectievelijk de NII Electronic Library Service (NII-ELS) en de Citation Database for Japanese Publications (CJP)), evenals de databanken die worden aangeboden door de National Diet Library of Japan, institutionele repositories en andere organisaties.
De databank bevat meer dan 22 miljoen artikelen uit meer dan 3.600 publicaties in tijd teruggaand tot 1906. Per maand worden tientallen miljoenen opzoekingen uitgevoerd door meerdere miljoenen unieke bezoekers. CiNii is de grootste en meest uitgebreide databank in zijn soort in Japan. Hoewel de databank multidisciplinair is, is het grootste deel van de vragen die het ontvangt op het gebied van geesteswetenschappen en sociale wetenschappen, misschien omdat CiNii de enige database is die Japanse wetenschappelijke werken op dit gebied omvat (in tegenstelling tot de natuur-, formele en medische wetenschappen binnen welke wetenschapsdomeinen men ook op andere databanken kan terugvallen).
CiNii biedt toegang tot drie gescheiden databanken CiNii Articles, CiNii Books en (sinds 2015) CiNii Dissertations. Binnen deze databanken wordt gewerkt met unieke id's voor de publicaties uit elke catalogus.
De database wijst een unieke id, NII Article ID (NAID), toe aan elk artikel opgenomen in een wetenschappelijk journaal en aan elke dissertatie. Een andere identificatie, NII Citation ID (NCID) wordt gebruikt voor boeken.
De databankdienst laat ook toe de bibliografische activiteiten en informatiediensten van de Japanse academische productie in internationale programma's te integreren. De CiNii classificatie verkreeg supranationaal belang en wordt internationaal gehanteerd.